# Polyrichos
Polyrichos (grekiska: Πολύρηχος) är en mycket liten, obebodd ö i Grekland. Den ligger i kommunen Alonnisos, ögruppen Sporaderna och regionen Thessalien, i den östra delen av landet, 120 km norr om huvudstaden Aten. Strax söder om Polyrichos ligger ön Gaidaros, med vilken ön utgör ö-paret Gaidouronisia.